# حوزه انتخابیه سیزدهم اوهایو
حوزه انتخابیه سیزدهم اوهایو یک حوزه انتخابیه مجلس نمایندگان آمریکا است که در ایالت اوهایو قرار دارد.